# Exolontha xizangensis
Exolontha xizangensis är en skalbaggsart som beskrevs av Zhang 1981. Exolontha xizangensis ingår i släktet Exolontha och familjen Melolonthidae. Inga underarter finns listade i Catalogue of Life.